# Parklive
Parklive è un album dal vivo del gruppo musicale britannico Blur, pubblicato nel 2012.

## Tracce

### Disco 1
1. Girls & Boys – 5:07
2. London Loves – 3:32
3. Tracy Jacks – 4:26
4. Jubilee – 3:00
5. Beetlebum – 6:00
6. Coffee & TV – 4:58
7. Out of Time – 4:42
8. Young and Lovely – 5:12
9. Trimm Trabb – 5:28
10. Caramel – 5:04
11. Sunday Sunday – 3:34
12. Country House – 4:28
13. Parklife (featuring Phil Daniels) – 3:44

### Disco 2
1. Colin Zeal – 3:18
2. Popscene – 3:50
3. Advert – 4:28
4. Song 2 – 2:50
5. No Distance Left to Run – 3:57
6. Tender – 9:09
7. This Is a Low – 7:58
8. Sing – 5:49
9. Under the Westway / Intermission – 6:33
10. End of a Century – 3:39
11. For Tomorrow – 6:42
12. The Universal – 4:45

### Disco 3 (solo CD)
1. Under the Westway (Live from 13 – Matt Butcher Mix) – 4:21
2. The Puritan (Live from 13 – Matt Butcher Mix) – 3:16
3. Mr Briggs (BBC Maida Vale session) – 3:30
4. London Loves (Live at Wolverhampton Civic Hall 6 August 2012) – 3:41
5. Young and Lovely (Live at Wolverhampton Civic Hall 6 August 2012) – 4:39
6. Colin Zeal (Live at Wolverhampton Civic Hall 6 August 2012) – 3:09
7. The Puritan (Live at Wolverhampton Civic Hall 6 August 2012) – 4:39
8. No Distance Left to Run (Live at Wolverhampton Civic Hall 6 August 2012) – 3:51
9. This Is a Low (Live at Wolverhampton Civic Hall 6 August 2012) – 6:57